# Mission Delta 31
Il Mission Delta 31 è un'unità di supporto alle operazioni spaziali della United States Space Force, inquadrata nello United States Space Command. Il suo quartier generale è situato presso la Peterson Space Force Base, in Colorado.

## Missione
Il delta fornisce, opera e sostiene capacità di posizionamento, navigazione e tempistica per proteggere gli interessi americani ed assicurare un'ineguagliabile unità globale.

## Organizzazione
- 2nd Navigation Warfare Squadron - Opera attraverso la costellazione di satelliti del Global Positioning System (GPS) per la navigazione
- 21st Space Operations Squadron, operazioni nel pacifico del Satellite Control Network (SCN), gestione delle infrastrutture terrestri del Global Positioning System (GPS), supporto ai lanci nell'Western Range e operazioni difensive nel cyberspazio - Vandenberg Space Force Base, California
- 22nd Space Operations Squadron, comando e controllo del Satellite Control Network (SCN)
- 23rd Space Operations Squadron, operazioni atlantiche del Satellite Control Network (SCN), gestione delle infrastrutture terrestri del Global Positioning System (GPS) e supporto ai lanci nell'Eastern Range - SFS New Boston, New Hampshire
- 31st Capability Development Squadron
- 31st Sustainment Squadron